# تخطيط خدمات (القطار)

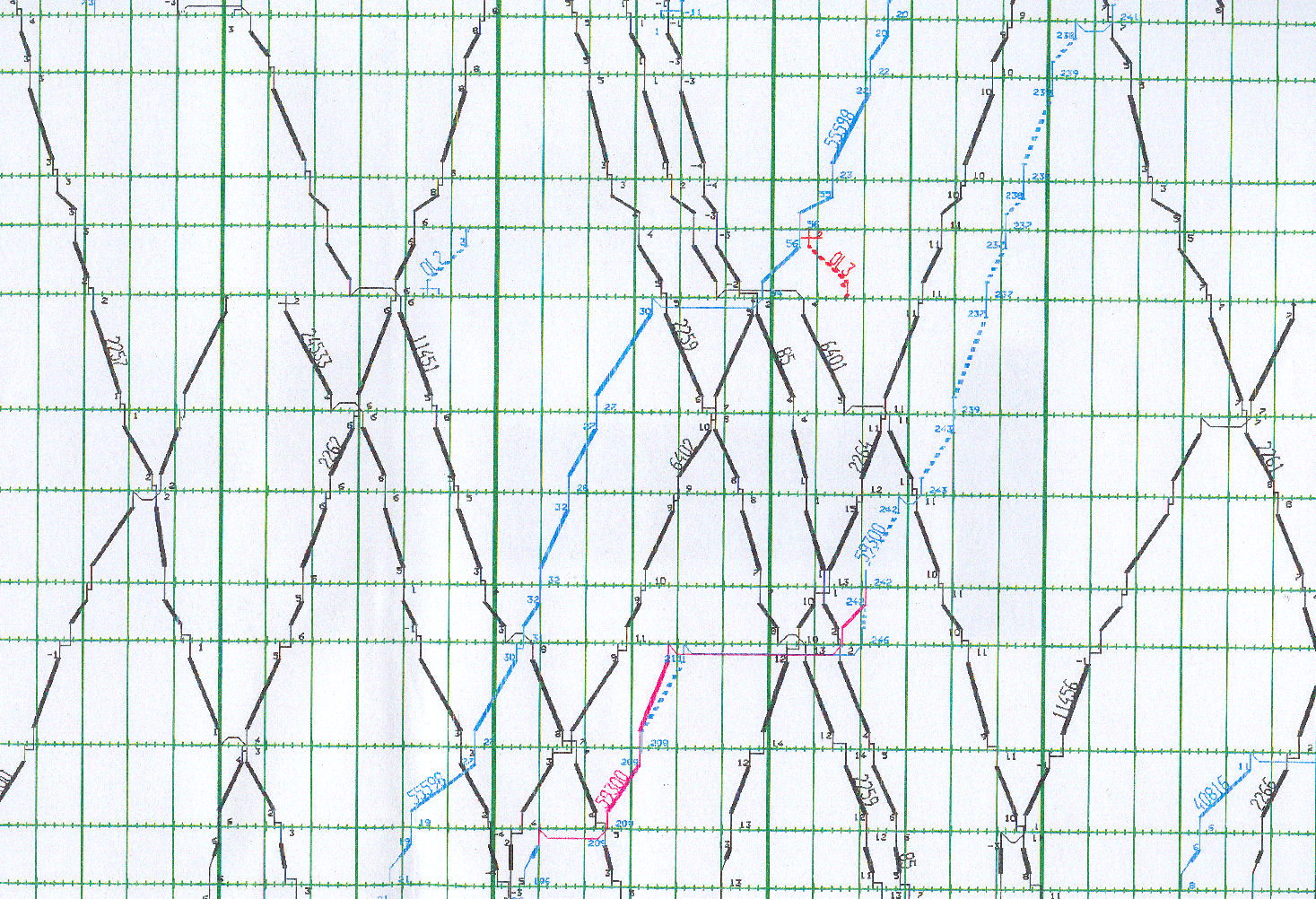
مخطط ثنائي بسيط

تخطيط خدمات القطارات يهدف إلى التحكم في حركة مرور القطارات والسلامة على سكة الحديد. كان تخطيط خدمات القطارات منذ بداية السكك الحديدية يعتمد على فكرة إرسال القطارات واحدا تلو الآخر إلى نفس المكان في محطات كبيرة للركاب، تم بعدها الربط بين المحطات. يتم التحكم في حركة مرور القطارات باستعمال مرسل القطار وكان يتم التخطيط عادة مرة واحدة في اليوم، وتصحيحه في ذات اليوم.

## وصلات خارجية
- عينة خيالية من العامل الزمني